# Harold Rudman
Harold Rudman (Whitworth, 4 de noviembre de 1924 - ibídem, 9 de octubre de 2013) fue un futbolista profesional inglés que jugaba en la posición de lateral.

## Biografía
Harold Rudman debutó como futbolista profesional en 1942 con el Burnley FC a los 18 años de edad. Jugó durante 15 años en el club, hasta que finalmente en 1957 fichó por el Rochdale AFC, club en el que jugó durante una temporada, hasta 1958, año en el que se retiró como futbolista.
Harold Rudman falleció el 9 de octubre de 2013 a los 88 años de edad.

## Clubes
| Club         | País       | Año         |
| ------------ | ---------- | ----------- |
| Burnley FC   | Inglaterra | 1942 - 1957 |
| Rochdale AFC | Inglaterra | 1957 - 1958 |